# Франклін (Кентуккі)
Франклін (англ. Franklin) — місто (англ. city) в США, в окрузі Сімпсон штату Кентуккі. Населення — 10 176 осіб (2020).

## Географія
Франклін розташований за координатами 36°43′8″ пн. ш. 86°33′51″ зх. д. / 36.71889° пн. ш. 86.56417° зх. д. (36.718752, -86.564054).  За даними Бюро перепису населення США в 2010 році місто мало площу 28,80 км², з яких 28,66 км² — суходіл та 0,14 км² — водойми. В 2017 році площа становила 37,02 км², з яких 36,74 км² — суходіл та 0,28 км² — водойми.

## Демографія
Згідно з переписом 2010 року, у місті мешкало 8408 осіб у 3344 домогосподарствах у складі 2165 родин. Густота населення становила 292 особи/км².  Було 3730 помешкань (130/км²).
Расовий склад населення:
| - 80,7 % — білих - 14,6 % — чорних або афроамериканців - 1,0 % — азіатів - 0,3 % — корінних американців - 1,0 % — осіб інших рас |

До двох чи більше рас належало 2,4 %. Частка іспаномовних становила 2,4 % від усіх жителів.
За віковим діапазоном населення розподілялося таким чином: 24,5 % — особи молодші 18 років, 60,3 % — особи у віці 18—64 років, 15,2 % — особи у віці 65 років та старші. Медіана віку мешканця становила 37,7 року. На 100 осіб жіночої статі у місті припадало 91,4 чоловіків;  на 100 жінок у віці від 18 років та старших — 87,4 чоловіків також старших 18 років.
Середній дохід на одне домашнє господарство  становив 40 283 долари США (медіана — 31 629), а середній дохід на одну сім'ю — 47 992 долари (медіана — 38 062). Медіана доходів становила 40 831 долар для чоловіків та 29 037 доларів для жінок. За межею бідності перебувало 26,1 % осіб, у тому числі 42,1 % дітей у віці до 18 років та 20,9 % осіб у віці 65 років та старших.
Цивільне працевлаштоване населення становило 3180 осіб. Основні галузі зайнятості: виробництво — 26,5 %, освіта, охорона здоров'я та соціальна допомога — 19,6 %, роздрібна торгівля — 12,3 %, мистецтво, розваги та відпочинок — 8,8 %.